# 解遜
解遜，山西人，清朝軍事將領，武進士出身。
乾隆元年，登武進士，授藍翎侍衛。后任福州將軍標左營都司、福協左右軍後營遊擊、重慶鎮標左營遊擊。乾隆十九年，任四川成都城守營參將。乾隆二十三年，任廣東瓊州鎮總兵。乾隆二十七年，任山東兗州鎮總兵。乾隆三十四年，改狼山鎮總兵，后署理江南提督。乾隆三十五年，改廣西提督。